# Llano de las Flores, delstaten Mexiko
Llano de las Flores, även Barrio del Hueso, är en ort i Mexiko, tillhörande Naucalpan de Juárez kommun i delstaten Mexiko. Llano de las Flores ligger i den centrala delen av landet och tillhör Mexico Citys storstadsområde. Orten hade 1 039 invånare vid folkmätningen 2010. 2020 hade befolkningen ökat till 1 825 personer.